# Тектонічний режим
Тектонічний режим (рос. тектоничексий режим, англ. tectonic regime, нім. tektonische Entwicklung f) — переважний тип тектонічних рухів і деформацій в основних структурних обл. земної кори, що зберігається в них довгий час. Є провідним чинником утворення формацій гірських порід. За складом і потужністю формацій, а також за характером тектонічних порушень може бути реконструйований. У межах материків і їх периферії виділяються наступні типи Т. р.: геосинклінальний, орогенний, платформний.
- Геосинклінальний режим характеризується більшими амплітудами й різкою диференціацією вертикальних рухів земної кори, підвищеною сейсмічністю, активним вулканізмом, формуванням складних складчастих і розривних структур і т. д.
- Орогенний режим відрізняється від геосинклінального перевагою висхідних рухів, активністю розломів при різноманітній складчастості, характером магматизму та іншими прикметами.
- Платформний режим характеризується малою амплітудою й малою диференціацією коливальних рухів, слабкою сейсмічністю, утворенням переважно переривчастої складчастості і т. д.